# Romana Jerković

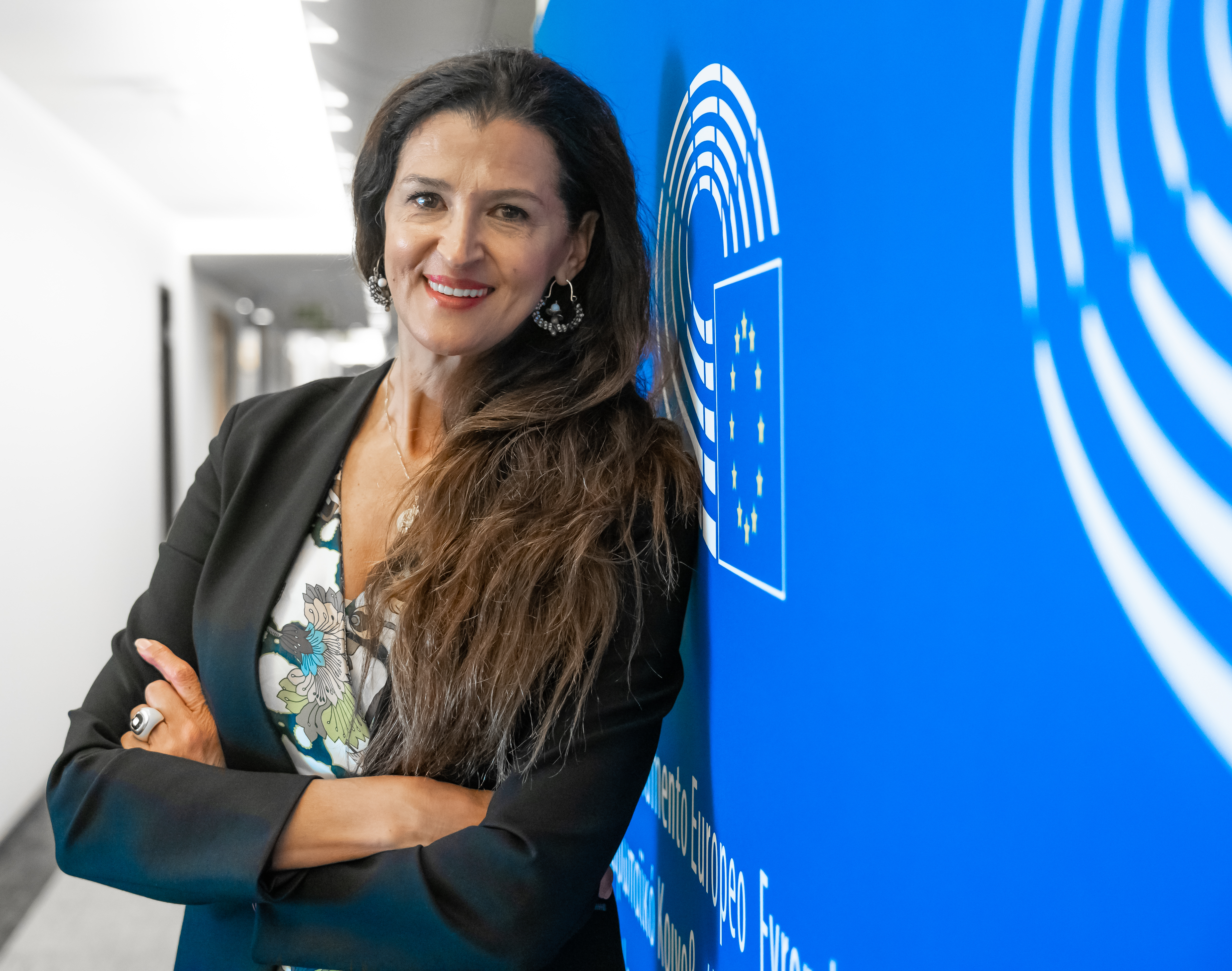
Romana Jerković, 2020

Romana Jerković (* 28. November 1964 in Split) ist eine kroatische Medizinerin und Politikerin (SDP).

## Leben
Romana Jerković studierte Medizin an der Universität Rijeka und promovierte 1998 am Institut für Biologie der Universität Padua. 2003 wurde sie Außerordentliche Professorin für Anatomie an der Universität Rijeka, 2010 ordentliche Professorin.
Seit 1999 ist sie Mitglied der SDP. Von 2005 bis 2009 war sie Stellvertreterin des Bürgermeisters von Rijeka Vojko Obersnel.
Von 2008 bis 2015 war sie Abgeordnete des Kroatischen Parlaments (Sabor), seit der Parlamentswahl 2016 gehört sie erneut dem Sabor an. Seit 2017 ist sie Vorsitzende des Parlamentsausschusses für Interparlamentarische Zusammenarbeit.
Vor dem EU-Beitritt Kroatiens war Jerković von April 2012 bis Juni 2013 Beobachterin in EU-Parlament. Bei der Europawahl 2019 erzielte sie das 12. Mandat für Kroatien. Im Europaparlament hatte Kroatien bisher 11 Sitze, erhielt aber nach dem Brexit und dem damit verbundenen Ausscheiden der britischen Abgeordneten einen weiteren Sitz, so dass Jerković am 1. Februar 2020 nachgerückt ist.